# Volavérunt (roman)
Volavérunt est un roman espagnol d'Antonio Larreta, qui a obtenu en 1980 le Prix Planeta. Le titre reprend le nom d'une des gravures (Volaverunt) de Goya dans la série Los caprichos.
Ce roman a eu une adaptation homonyme au cinéma par Bigas Luna en 1999.

## Argument
Une personne anonyme trouve un récit du premier ministre Manuel Godoy, qui parle de la mort mystérieuse en 1802, de la duchesse d'Albe, la femme la plus riche et libérée de son temps. Elle avait offert la nuit précédant sa mort une fête pour inaugurer son nouveau palais. L'assistance avait été extraordinaire : le premier ministre Manuel Godoy, le peintre Goya et Pepita Tudó, amante de Godoy et modèle de Goya pour son tableau le plus fameux La maja desnuda. Le matin suivant, la duchesse d'Albe est trouvée morte dans son lit dans de mystérieuses circonstances. Elle avait 40 ans.